# Festival Internacional de Cine de Ereván
El Festival Internacional de Cine de Ereván —en armenio: “Ոսկե ծիրան” միջազգային կինոփառատոնի; en inglés: Yerevan International Film Festival «Golden Apricot»— es un festival cinematográfico que se realiza anualmente en Armenia desde el año 2004. La idea central de este evento es

«Presentar los nuevos trabajos de directores y productores cinematográficos de Armenia y de directores de fotografía extranjeros con ascendencia armenia y promover la creatividad y originalidad en el área del arte del cine y video» (GAIFF, en IMDb).

El evento fue establecido por el Fondo para el desarrollo «Golden Apricot» —en armenio: «Ոսկե ծիրան» կինոյի զարգացման հիմնադրամի— y la Asociación de Críticos y Periodistas de cine de Armenia —en armenio: Կինոգետների և կինոլրագրողների հայկական ասոցիացիայի—, con el apoyo del Ministerio de Relaciones Exteriores de la República de Armenia, la Ministerio de Cultura de la República de Armenia y el Fondo de Beneficencia para el Desarrollo Cultural.

## Funcionamiento
El festival se lleva a cabo principalmente en el cine más grande en Ereván —el Moskva—, donde además de realizarse las ceremonias de apertura y cierre, se realiza la premiación.
La competencia oficial está dividida en tres categorías: largometrajes de ficción, documentales internacionales y películas de Armenia. Cada categoría otorga el denominado «Golden Apricot» como premio principal, y el «Silver Apricot» como premio especial. Las películas seleccionadas para la competencia deben haber sido producidas al menos dos años antes de la apertura del festival.
Por otro lado, cada año se realiza una sección denominada Cinema in Dialogue Regional Competition, que premia a aquellas películas producidas en Cáucaso y en todo el Mar Negro, mientras que en la sección Retrospective se proyectan algunos de los trabajos de diversos cineastas del mundo; en efecto, desde el año 2004, el festival ha incluido retrospectivas de Claire Denis, Jos Stelling, Marco Bellocchio, Leos Carax, Catherine Breillat, Wim Wenders, Kōhei Oguri, Rob Nilsson y Fatih Akın.

## Palmarés
| Año  | Categoría        | Película                                   | País                                   | Director            |
| ---- | ---------------- | ------------------------------------------ | -------------------------------------- | ------------------- |
| 2004 | Mejor película   | Ararat                                     | Canadá                                 | Atom Egoyan         |
| 2004 | Mejor documental | -                                          | -                                      | -                   |
| 2005 | Mejor película   | The Sun (Solntse)                          | Francia, Rusia                         | Alexandre Sokourov  |
| 2005 | Mejor documental | 3 Rooms of Melancholia                     | Finlandia, Suecia, Dinamarca, Alemania | Pirjo Honkasalo     |
| 2006 | Mejor película   | Three Times (Zui hao de shi guang)         | Francia, China, Tailandia              | Hou Hsiao-hsien     |
| 2006 | Mejor documental | Working Man’s Death                        | Austria                                | Michael Glawogger   |
| 2007 | Mejor película   | Import/Export                              | Austria                                | Ulrich Seidl        |
| 2007 | Mejor documental | A Story of People in War and Peace         | Armenia                                | Vardan Hovhannisyan |
| 2008 | Mejor película   | Mermaid (Rusalka)                          | Rusia                                  | Anna Melikian       |
| 2008 | Mejor documental | Women See Lot of Things                    | Israel                                 | Meira Asher         |
| 2009 | Mejor película   | The Other Bank                             | Georgia, Kazajistán                    | George Ovashvili    |
| 2009 | Mejor documental | Burma VJ - Reporting from a Closed Country | Dinamarca                              | Anders Østergaard   |
| 2010 | Mejor película   | Kosmos                                     | Turquía, Bulgaria                      | Reha Erdem.         |
| 2010 | Mejor documental | Together                                   | Rusia                                  | Pavel Kostomarovi   |

Referencia: Golden Apricot International Film Festival